# 3C 48
3C 48 är en kvasar i stjärnbilden Triangeln som ibland klassificeras som en N-galax på grund av att dess värdgalax är relativt ljus. Den var den första källan i Third Cambridge (3C)s katalog över källor till radiostrålning som kunde identifieras optiskt. Detta gjordes av Allan Sandage och Thomas Matthews år 1960. Objektet var också det första som upptäcktes av de svaga stjärnlika kvasistellära objekt som senare skulle kallas kvasarer.
3C 48 anses innehålla stora mängder molekylära gaser i dess centrala delar och visar tecken på en förhöjd stjärnformation. Morfologin tyder på att den är ett resultat av en relativt nylig sammanslagning mellan två kvasarer.
Objektet är beläget vid följande koordinater sett från jorden:
01h 37m 41,3s +33° 09′ 35″ (J2000)
Senare observationer har visat att detta objekts rödförskjutning var z=0,367, vilket betydde att objektet var så långt borta att det tagit ljuset (och radiovågor) miljarder år att nå jorden.